# Matenja vas
Matenja vas je naselje v Občini Postojna.
Matenja vas leži le 4 km od Postojne ob glavni cesti proti Ilirski Bistrici, oziroma Reki.
Ugodni mikroklimatski pogoji in lepa pokrajina vabijo vedno več ljudi, tako da ta stara vas ima danes blizu 400 prebivalcev in le malo značilnosti vasi.
Na mestu sedanje župnijske cerkve  Janeza Krstnika  postavljene sredi 17. stoletja je prvotno stala manjša kapela. Na zahodni strani cerkve stoji zvonik s čebulasto streho, ki ima štiri nadstropja. Cerkveno ladjo členijo pilastri in oproge, prezbiterij je tristrano sklenjen, oba prostora pa sta banjasto obokana.